# 신세이카맛테찬
신세이카맛테찬(神聖かまってちゃん)은 2007년 지바현에서 결성된 일본의 밴드이다. 밴드는 노코 (보컬, 기타)와 모노 (키보드), 미사코 (드럼)로 구성되어있다.

## 음반 목록

### 정규 음반
- 《도모다치오코로시테마데》 (2010년)
- 《쓰만네》 (2010년)
- 《민나시네》 (2010년)
- 《하치가쓰산주니니치에》 (2011년)